# Vigdís Finnbogadóttir
Vigdís Finnbogadóttir (født 15. april 1930 i Reykjavík) var Islands præsident fra 1980 til 1996. Hun var Europas første kvindelige præsident og verdens første demokratisk valgte kvindelige statsoverhoved.

## Uddannelse og erhvervskarriere
Vigdís Finnbogadóttir studerede ved universitetet i Grenoble, ved Sorbonne i Paris og ved Háskóli Íslands med hovedvægt på de to sprogs dramatiske litteratur. Hun arbejdede som leder af teatergruppen Leikfélag Reykjavíkur, og senere af Reykjavíks teater. Fra 1976 til 1980 var hun medlem af Nordisk Kulturråd.

## Politik
Hun var verdens første demokratisk valgte kvindelige præsident. Hun blev genvalgt 1984, 1988 og 1992, men opstillede ikke til præsidentvalget i 1996.
Siden 1996 var hun formand for Council of Women World Leaders ved J.-F.-Kennedy-Skolen på Harvard-universitetet. Hun er UNESCO-ambasadør for fremmelsen af verdens sproglige forskelligheder, kvinderettigheder og uddannelse, medlem af den etiske kommission COMEST i UNESCO og æresdoktor ved flere europæiske universiteter.